# لوئیز فرانک

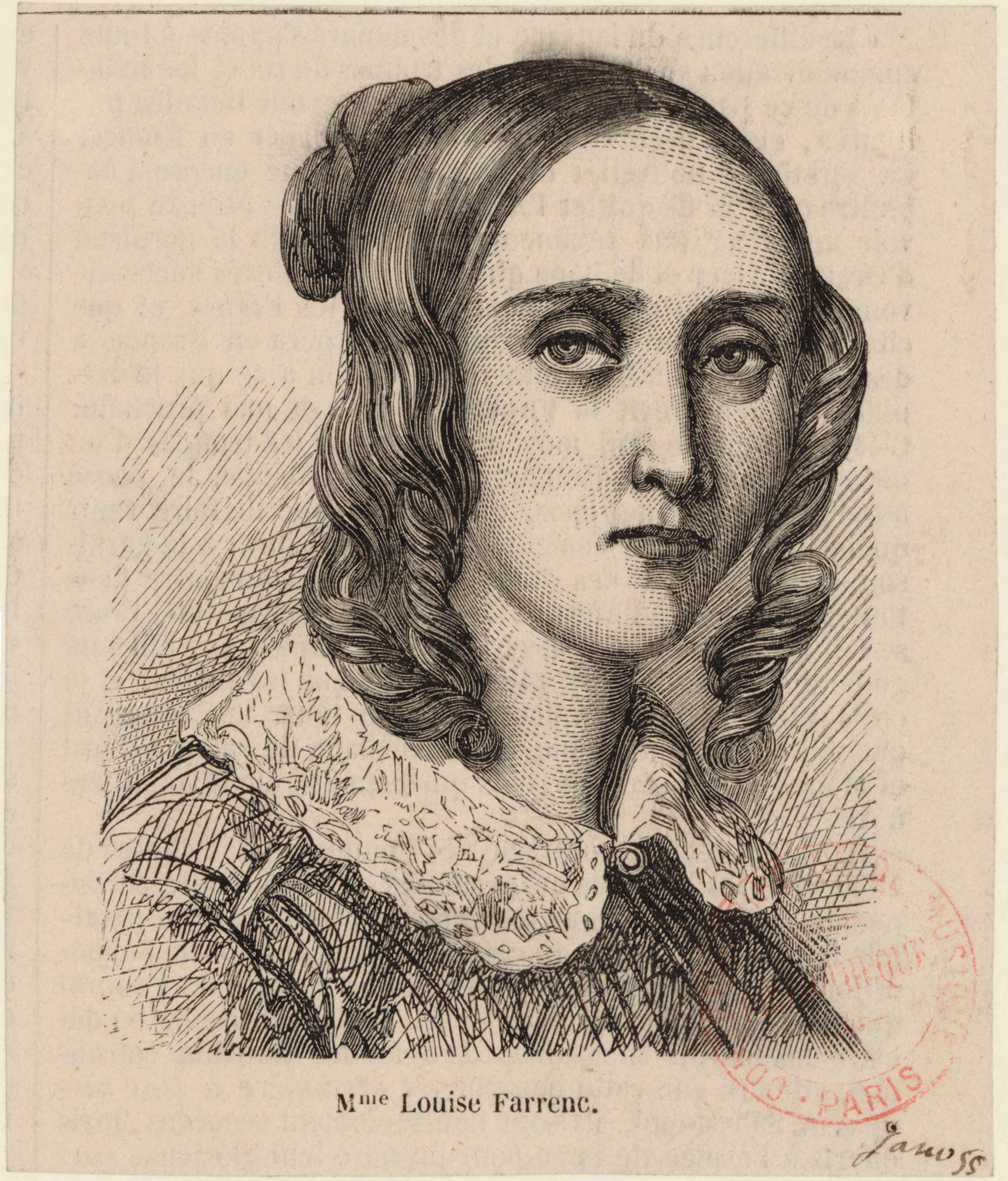
لوئیز فَرانک، حدود ۱۸۵۵، کتابخانهٔ ملی فرانسه

لوئیز فَرانک (به فرانسوی: Louise Farrenc) با نام اصلیِ ژَن-لوئیز دومون (به فرانسوی: Jeanne-Louise Dumont)‏ (۳۱ مهٔ ۱۸۰۴، پاریس – ۱۵ سپتامبر ۱۸۷۵، پاریس) آهنگساز، نوازندهٔ چیره‌دست پیانو، و آموزگار پیانو اهل فرانسه بود.
لوئیز دخترِ ژاک-اِدم دومون،‏ (۱۷۶۱–۱۸۴۴) مجسمه‌سازِ موفق، و خواهرِ کوچک‌ترِ اوگوست دومون،‏ (۱۸۰۱–۱۸۸۴) مجسمه‌ساز، بود.
نام اصلیِ او پس از ازدواج با آریستید فَرانک‏ (۱۷۹۴–۱۸۶۵)، نوازندهٔ فلوت، موسیقی‌شناس، و ناشر موسیقی، در سال ۱۸۲۱، از «ژَن-لوئیز دومون» به «ژَن لوئیز دومون فَرانک» (به‌اختصار: «لوئیز فَرانک») تغییر یافت.

## برخی آثار
- سمفونی شماره ۱ در دو مینور، اُپوس ۳۲ (۱۸۴۲)
- سمفونی شماره ۲ در رِ ماژور، اپوس ۳۵ (۱۸۴۵)
- سمفونی شماره ۳ در سُل ماژور، اپوس ۳۶ (۱۸۴۷)
- بالاد «آندره‌آ»ی دیوانه
- سه‌نوازیها
- شش‌نوازی در دو مینور
- فوگ برای پیانو
- اوورتورها

## رسانه و شنیدن آثار
- youtube